# Mossen, Skåne
Mossen är en sjö i Tomelilla kommun i Skåne och ingår i Nybroåns huvudavrinningsområde.